# Rebutia marsoneri
Rebutia marsoneri ist eine Pflanzenart in der Gattung Rebutia aus der Familie der Kakteengewächse (Cactaceae). Das Artepitheton marsoneri ehrt den argentinischen Kakteensammler Oreste Marsoner.

## Beschreibung
Rebutia marsoneri wächst meist einzeln mit niedergedrückt kugelförmigen, hell- bis dunkelgrünen Körpern. Die Körper erreichen bei Durchmessern von 5 bis 6 Zentimetern Wuchshöhen von bis zu 4 Zentimetern und besitzen Faserwurzeln. Die etwa 18 Rippen sind spiralförmig angeordnet und in niedrige runde Höcker gegliedert. Die darauf befindlichen kleinen kreisrunden Areolen sind bräunlich weiß. Die unterschiedlichen, bräunlichen bis goldgelben oder weißen 30 bis 35 Dornen sind meist an der Spitze dunkler und lassen sich nicht in Mittel- und Randdornen unterteilen. Sie sind borstenartig, biegsam bis etwas kräftig und 3 bis 15 Millimeter lang.
Die goldgelben bis orangen oder roten Blüten sind 3,5 bis 4,5 Zentimeter lang und besitzen Durchmesser von 3 bis 3,5 Zentimeter. Das Perikarpell und die Blütenröhre sind mit einigen Schuppen bedeckt. Die kugelförmigen Früchte sind bräunlich und weisen Durchmesser von bis zu 5 Millimetern auf.

## Verbreitung und Systematik
Rebutia marsoneri ist im Norden Argentiniens in der Provinz Jujuy in Höhenlagen von 2000 bis 3000 Metern verbreitet.
Die Erstbeschreibung wurde 1937 von Erich Werdermann veröffentlicht.

## Nachweise